# Покрент
Покрент (нім. Pokrent) — громада в Німеччині, розташована в землі Мекленбург-Передня Померанія. Входить до складу району Північно-Західний Мекленбург. Складова частина об'єднання громад Лютцов-Любсторф.
Площа — 15,64 км2. Населення становить 680 ос. (станом на 31 грудня 2020).

## Галерея

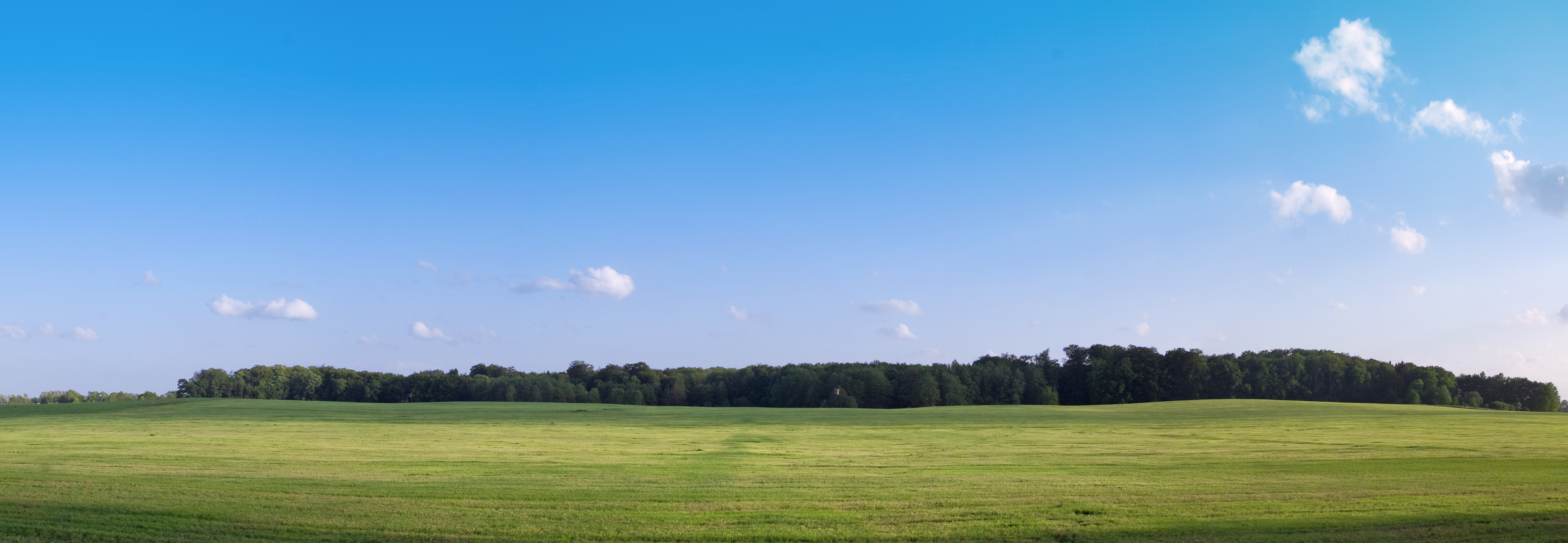
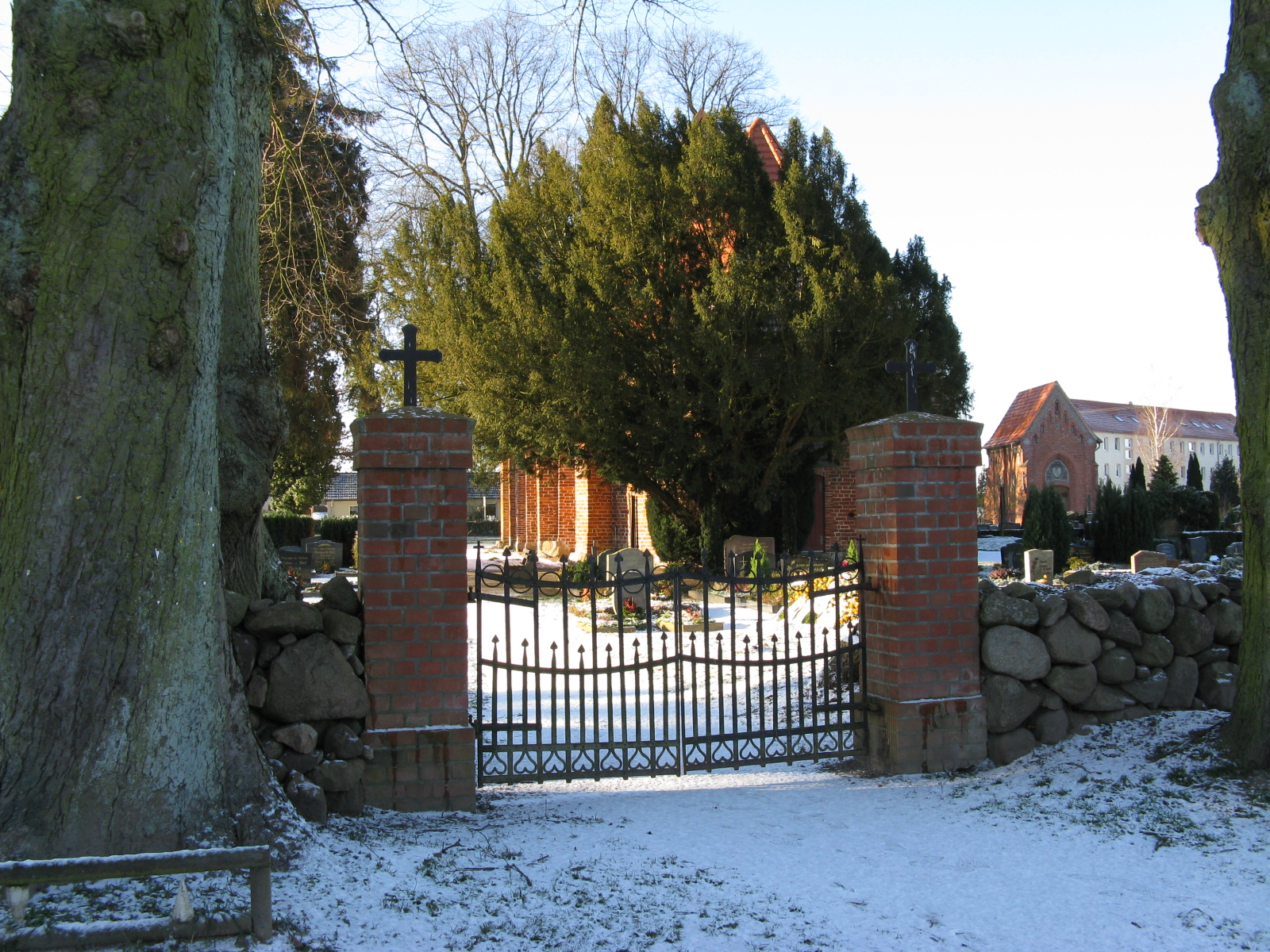